# Roman Schrittwieser

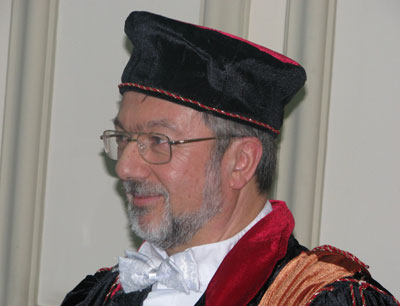
Roman Schrittwieser erhielt 2008 das Ehrendoktorat der rumänischen Ovidius-Universität Constanta.

Roman Wolfgang Schrittwieser (* 30. Mai 1947 in Innsbruck) ist österreichischer Physiker und ao. Universitätsprofessor im Ruhestand am Institut für Ionenphysik und angewandter Physik der Leopold-Franzens-Universität Innsbruck. Dort leitet er seit 1979 die Innsbrucker experimentelle Plasmaphysikgruppe (vormals Q-Maschinen Plasmalabor).

## Leben
Roman Schrittwieser verfasste 1973 seine Dissertation über „Untersuchungen über die Ausbreitung von Ultraschall in starren Rohren, gefüllt mit viskosen Flüssigkeiten“ bei Josef Kolb am früheren physikalischen Institut der Universität Innsbruck. 1981 erhielt er das Max-Kade-Stipendium am Physics Department der Universität von Kalifornien in Irvine, Kalifornien, USA. Auf Einladung der Japan Society for Promoting Science (kurz: JSPS) lebte er 1981 und 2003 mehrere Monate lang in Japan und arbeitet am Institut für Electronic Engineering an der Tohoku University in Sendai.
1990 habilitierte er im Fachgebiet Experimentelle Plasmaphysik und ist seit 1996 als ao. Universitätsprofessor an der Universität Innsbruck tätig. Von 2002 bis 2004 war Roman Schrittwieser außerdem Präsident der Innsbrucker Mathematischen-Physikalischen Gesellschaft.

## Wirken
Bereits in den frühen 1970er Jahren arbeitete Roman Schrittwieser eng mit der Alexandru-Ioan-Cuza University (Iaşi, Rumänien) zusammen und hielt sich dort auch regelmäßig zu Forschungszwecken auf. Trotz einer Verschlechterung der politischen Situation in den 1980er Jahren fand weiterhin ein intensiver Austausch statt. Für seine Verdienste wurde Roman Schrittwieser mit einer Ehrenprofessur und einem Ehrendoktorat gewürdigt.
Derzeit leitet Roman Schrittwieser die Untersuchungen
- von radialem Transport und Fluktuationen in den Randgebieten verschiedener magnetisch eingeschlossener Plasmen (besonders von Fusionsplasmen),
- von nichtlinearen Potentialstrukturen, Wellen und Instabilitäten in begrenzten Plasmasystemen
- der Selbstorganisation in verschiedenen Plasmen

und die Entwicklung von Elektronen emittierenden Plasmassonden für toroidale Fusionsexperimente sowie
- die Erforschung neuer Plasmaquellen.

## Auszeichnungen
Roman Schrittwieser wurde 2003 der Ehrenprofessor an der Alexandru-Ioan-Cuza Universität (Iaşi, Rumänien) und 2008 der Doctor honoris causa an der Ovidius Universität (Constanţa, Rumänien) verliehen.
2013 Fellow der American Physical Society für seine herausragenden experimentellen Beiträge zum physikalischen Verständnis von Strukturen und Instabilitäten in ionisierten Gasen und zur Entwicklung neuer Messmethoden.
2015 der Doctor honoris causa an der Alexandru-Ioan-Cuza Universität  (Iaşi, Rumänien) verliehen.

## Veröffentlichungen (Auswahl)
- R. W. Schrittwieser et al.: A Probe Head for Simultaneous Measurements of Electrostatic and Magnetic Fluctuations in ASDEX Upgrade Edge Plasma. In: Contributions to Plasma Physics. Bd. 50 (2010), H. 9, S. 860–865, doi:10.1002/ctpp.201010146.
- N. Vianello, R. W. Schrittwieser et al.: Direct Observation of Current in Type-I Edge-Localized-Mode Filaments on the ASDEX Upgrade Tokamak. In: Physical Review Letters. Bd. 106 (2011), S. 125002, doi:10.1103/PhysRevLett.106.125002.